# Primární klíč
Primární klíč je nezávislou entitou, která jednoznačně identifikuje určitou instanci relace z databázové tabulky. Žádný primární klíč nesmí obsahovat hodnotu NULL a každá tabulka by měla mít definován právě jeden primární klíč, aby byla dodržena entitní integrita pro danou tabulku.
Primární klíč by měl mít dvě základní vlastnosti:
- jedinečnost v rámci tabulky
- ne-NULL-ovou hodnotu

Databázový systém by měl být navržen a udržován tak, aby se primární klíč záznamu nemusel nikdy měnit.
Typickým příkladem primárního klíče je například katalogové číslo u výrobků, identifikační číslo v seznamu podniků apod.
V případě, že záznam neobsahuje žádný přirozený primární klíč, se obvykle za primární klíč vytvoří číslo, které záznamu přidělí automaticky sama databáze. Takové číslo může být pořadové nebo pseudonáhodné. Většinou se pak nazývá ID.